# Margit Anna
Margit Anna (Margit Sichermann) (1913–1991) fue una pintora húngara.

## Biografía
Asistió a la Escuela Vaszary de 1932 a 1936 y viajó, en 1937, a París con su marido, Imre Ámos, también un pintor. Allí  conocieron a Marc Chagall y su influencia puede ser vista en sus primeros trabajos.
El período temprano de Anna fue similar al de Imre Ámos con presentaciones líricas, y con elementos grotesque característicos de sus pinturas.
Siguiendo a la muerte de su marido en un campo de concentración nazi en 1944, su estilo devino más duro y más elemental. Y, de 1945 a 1948, un nuevo motivo apareció en sus cuadros de los títeres simbolizando al humano expuesto a la historia.
Después de 1949, no pudo participar en la vida de arte por un tiempo largo. Y volvió a pintar otra vez a mediados de los 1960s. Sus cuadros simbolizan la tragedia suprimida como Paseo de Placer (1967), y Cuento de inocencia (1964) con expresiones surrealistas y metamorfosis de motivos de títeres.
Falleció en 1991.

## Obra
- Una galería entera de los trabajos de Anna
- 1934 Két nő gyöngytyúkkal (témpera, papiro, 58 x 62 cm; de propiedad privada)
- 1934 Beteg lelkek kertje (témpera, papiro, 83 x 70 cm; de propiedad privada)
- 1936 Nő az erkélyen (témpera, fotopapiro, 70 x 50 cm; Janus Pannonius Múzeum, Pécs)
- 1936 Nő csokorral (témpera, papiro, 100 x 70 cm; Ferenczy Múzeum, Szentendre)
- 1936 Gyilkosság (témpera, papiro, 70 x 100 cm; Ferenczy Múzeum, Szentendre)
- 1936 Vörösruhás nő (témpera, papiro, 66,8 x 50,5 cm; Magyar Nemzeti Galéria, Budapest)
- 1936 Kötéltánc : szimbólum (acuarela, papiro, 100 x 70 cm; de propiedad privada)
- 1936 Műterem (témpera, papiro, 35 x 35,5 cm; MNG
- 1937 Kettős portré (témpera, papiro, 100 x 70 cm; Ferenczy Múzeum, Szentendre)
- 1937 Önarckép (témpera, creta, papiro, 61 x 37,5 cm; JPM)
- 1939 Önarckép fürdőruhában (témpera, papiro, 103,2 x 70 cm; MNG)

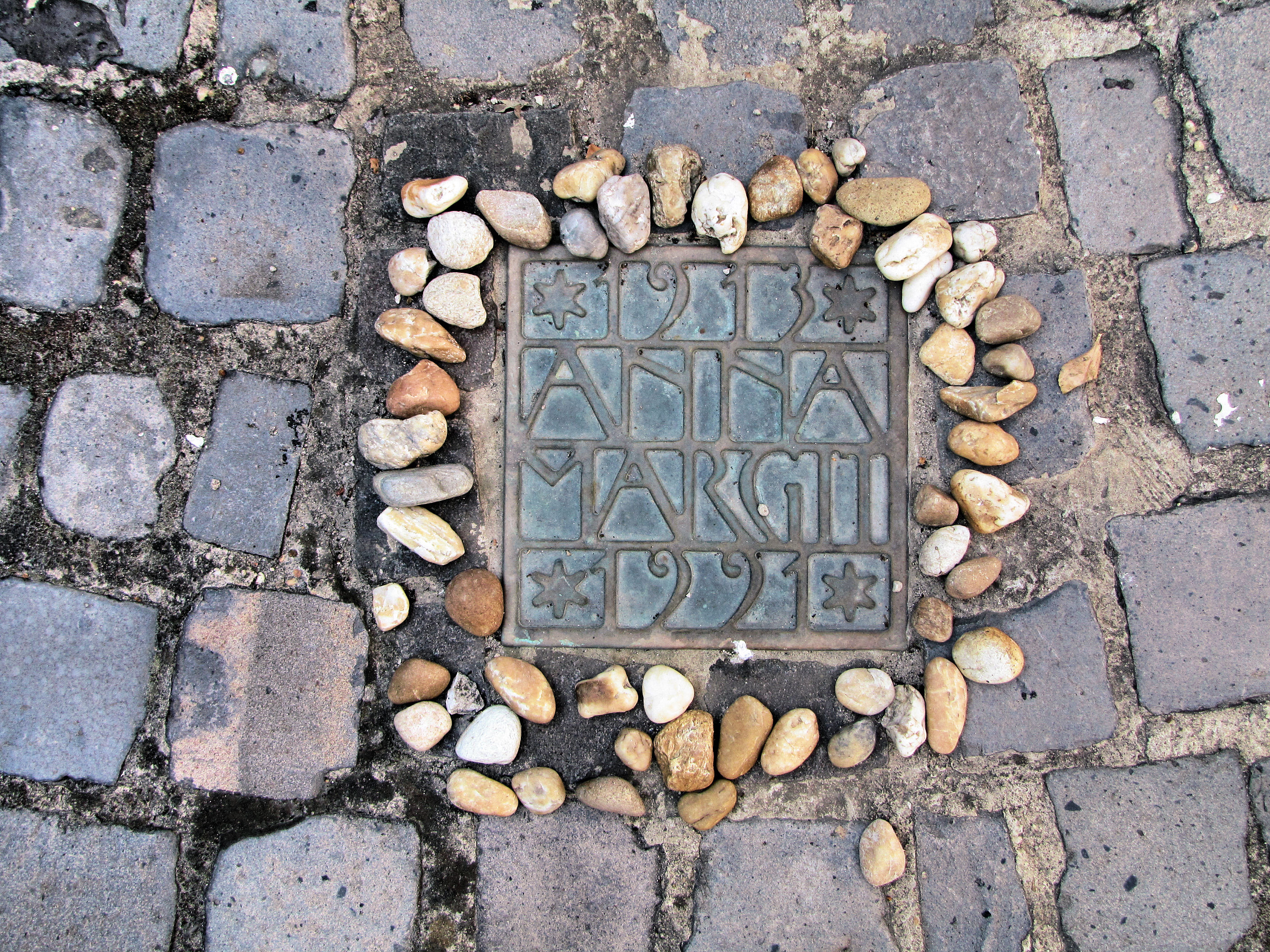
Las cenizas de Anna Margaret reposan en el patio del Museo de Szentendre

- 1939 Szentendrei tűzoltóság (témpera, farostlemez, 100 x 70 cm; Ferenczy Múzeum, Szentendre)
- 1940 Csendélet (témpera, papiro, 70 x 58 cm; Ferenczy Múzeum, Szentendre)
- 1940 c. Csendélet két szem krumplival (témpera, papiro, 61 x 47 cm; de propiedad privada)
- 1940 c. Fésűs önarckép (témpera, papiro, 74 x 68 cm; de propiedad privada)
- 1942 Táncosnők (témpera, papiro, 578 x 668 mm; MNG)
- 1942 Együttérzés (témpera, papiro, vászonra ragasztva, 70 x 58 cm; de propiedad privada)
- 1946 Katona (óleo sobre lienzo, 22 x 17,5 cm; de propiedad privada)
- 1946 Önarckép (témpera, papiro, 100 x 70 cm; Ferenczy Múzeum, Szentendre)
- 1946 Fej (témpera, papiro, 57,5 x 45 cm; Ferenczy Múzeum, Szentendre)
- 1947 Női fej pöttyös ruhában (óleo, papiro, 475 x 350 mm; JPM)
- 1947 Bábu (óleo sobre lienzo, 32,5 x 23 cm; Deák Gyűjtemény – Városi Képtár, székesfehérvár)
- 1947 Ősz halász (óleo sobre lienzo, 22 x 18,5 cm; Deák Gyűjtemény – Városi Képtár, Székesfehérvár)
- 1948 Madarat etető (témpera, papiro, 95 x 64 cm; de propiedad privada)
- 1948 Bábu (1948) (óleo sobre lienzo, 65 x 32 cm; de propiedad privada)
- 1953 Lángvédő (témpera, papiro, 26 x 22 cm; JPM)
- 1956 Kiabáló (óleo, papiro, 30 x 23 cm; de propiedad privada)
- 1958 Diaboló (técnica mixta, vászon, 250 x 190 mm; Ferenczy Múzeum, Szentendre)
- 1967 ca. Piros sapkás fiú (óleo sobre lienzo, 37 x 79 cm; magántulajdonban)
- 1970 Ars poetica (óleo sobre lienzo, fotókollázs, 75x92 cm; Ferenczy Múzeum, Szentendre)
- 1971 Misztériumjáték (óleo sobre lienzo, 72 x 52 cm; Ferenczy Múzeum, Szentendre)
- 1972 Csipkés Madonna (óleo sobre lienzo, csipke rátét, 67 x 100 cm; Ferenczy Múzeum, Szentendre)
- 1975 A mama elröpült (óleo sobre lienzo, fotórátét, 112 x 52,5 cm; Ferenczy Múzeum, Szentendre)
- 1976 Ez az ígéret földje? (óleo sobre lienzo, színes kép és fotórátét, 101 x 123 cm; Ferenczy Múzeum, Szentendre)
- 1981 A dögcédula (óleo sobre lienzo, 50 x 30 cm; de propiedad privada)
- 1988 Önarckép (óleo sobre lienzo, 60 x 35 cm; de propiedad privada)
- 1989-1990 A vég kezdete (óleo sobre lienzo, 60 x 34 cm; de propiedad privada)
- (Év nélkül) Asztali csendélet csuporral, körtével (técnica mixta, papiro, 59,5 x 49 cm; de propiedad privada)